# Vislanka
Vislanka é um município da Eslováquia, situado no distrito de Stará Ľubovňa, na região de Prešov. Tem 4,23 km² de área e sua população em 2018 foi estimada em 261 habitantes.

## Demografia
| Ano:        | 1994 | 2004   | 2014   | 2024   |
| ----------- | ---- | ------ | ------ | ------ |
| Broj ljudi: | 302  | 282    | 262    | 258    |
| Razlika:    |      | -6,62% | -7,09% | -1,52% |

| Ano:               | 2023 | 2024   |
| ------------------ | ---- | ------ |
| Número de pessoas: | 261  | 258    |
| Diferença:         |      | -1,14% |